# جائزة الصين الكبرى للدراجات النارية
جائزة الصين الكبرى للدراجات النارية كانت حدث سباق للدراجات النارية ضمن سباق الجائزة الكبرى للدراجات النارية. انطلقت الجائزة في سنة 2005 إلى أن توقفت في 2008. كانت تقام في حلبة شانغهاي الدولية. تعتبر أبريليا هي الأكثر فوزا بين المصنعين.

## الفائزون
| مرات الفوز | المتسابق      | الفوز      | الفوز      |
| مرات الفوز | المتسابق      | الفئة      | سنة الفوز  |
| ---------- | ------------- | ---------- | ---------- |
| 2          | كيسي ستونر    | موتو جي بي | 2007       |
| 2          | كيسي ستونر    | 250 سي سي  | 2005       |
| 2          | ميكا كاليو    | 250 سي سي  | 2008       |
| 2          | ميكا كاليو    | 125 سي سي  | 2006       |
| 2          | فالنتينو روسي | موتو جي بي | 2005, 2008 |